# Пугачов Омелян Іванович
Омеля́н Іва́нович Пугачо́в (1742 — 10 (21) січня 1775, Москва) — донський козацький отаман, один із керівників селянської війни на землях Російської імперії у 1773—1775 роках.

## Біографія
Народився в українській станиці Зимовійській на Дону в родині донського козака Івана Михайловича Пугачова та його дружини Анни Михалівни. Прізвище Пугачов пішло від прізвиська діда по батьковій лінії — Михайла Пугача. У сім'ї, крім Омеляна, був брат Дементій і дві сестри Уляна та Феодосія. Як вказував на допиті сам Пугачов, його родина належала до православної віри, на відміну від більшості донських і яїцьких козаків, які дотримувалися старообрядництва.
Відповідно до офіційної версії, Пугачов видавав себе за законного царя, імператора Петра III, який, згідно з тією ж версією, був убитий.
В офіційних документах Пугачова називали «вором» (тобто злодієм).
У повстанні під проводом Пугачова брали участь представники багатьох народів Великого Степу (донські й українські козаки, калмики, башкири, чуваші, казахи, марійці). Повстання було жорстоко придушене військами Російської імперії, частина донської старшини у процесі повстання перейшла на службу в імперське військо. Засуджений до четвертування, страчений 10 (21) січня 1775 року на Болотяній площі в Москві.
Після страти Пугачова, степова вольниця вже ніколи не мала тої сили і влади, що раніше.

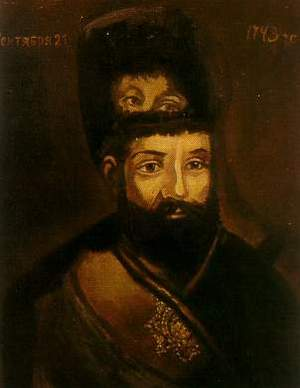
Портрет Пугачова, намальований поверх портрета Катерини ІІ

Більшість документів пугачовської сторони, які могли б підтвердити, заперечити чи уточнити офіційну версію, не дійшли до нашого часу, оскільки їх свідомо знищила влада Російської імперії. Питаннями історії донського козацтва і пугачовської війни тривалий час займався поет Олександр Пушкін, що знайшло відображення в тому числі в написанні ним повісті «Капітанська дочка».

## Українське коріння Пугачова

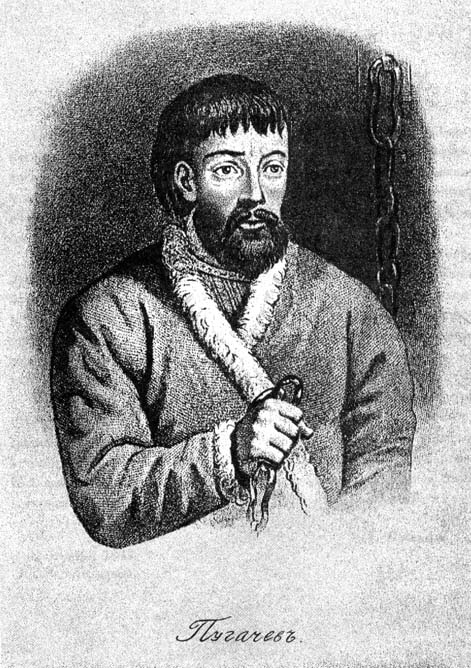
Портрет Пугачова за ґратами

Батьківщина Пугачова, станиця Зимовійська, вперше згадується як містечко Зимовійко у списку донських козацьких містечок 1672 року. Розташовувалася на правому березі середньої течії річки Дон, в Зимовому луці. У джерелах, що пов'язані з повстанням Пугачова, називається «малоросійською станицею». Повідомлення про «малоросійську станицю Зимовійську» трапляються у слідчих документах, які відносяться до розслідування повстання Пугачова 1773—1775 років, а саме в офіційному висновку Оренбурзької таємної слідчої комісії від 1774 року.
|  | Місце, де цей нелюд на світ проник, є козацька малоросійська Зимовійська станиця. |

Створюючи відповідний міф навколо імені Пугачова, спочатку імперська російська, а потім радянська влада, намагалися змалювати його типовим представником російського донського або уральського козацтва. Про українське походження згадував російський письменник Володимир Короленко у своєму нарисі «Пугачовська легенда на Уралі» 1900 року, а у радянські часи писав у своїй праці «Козацтво в селянській війні 1773—1775 рр.» історик Іонас Рознер (Львів, 1966 рік).